# Meherdates
Meherdates was in 49 na Chr. een kandidaat voor de Parthische troon.
Hij was een kleinzoon van Phraates IV, die in 10 v.Chr. op aandringen van zijn (Romeinse) vrouw Musa zijn kinderen als gijzelaars naar Rome zond. Meherdates groeide dan ook op in Rome.
In 49 na Chr. verscheen een geheime delegatie namens pro-Romeinse Parthische aristocraten voor de Romeinse Senaat met het verzoek Meherdates als koning naar Parthië te zenden. De reden voor hun komst was dat zij genoeg hadden van de tirannieke wijze waarop Gotarzes II Parthië bestuurde. Keizer Claudius voelde zich volgens Tacitus zeer gevleid door het verzoek en gaf er graag gehoor aan. Hij gaf de gouverneur van Syria, Gaius Cassius, de opdracht Meherdates te begeleiden naar de Eufraat (de grens tussen het Romeinse Rijk en Parthië). Bij de Eufraat werd Meherdates opgewacht door een grote groep Parthische edelen.
Meherdates aarzelde echter door te zetten en hield eerst een banket ter ere van de Romeinse goden. Dit schoot verschillende van zijn aanhangers in het verkeerde keelgat, zodat Meherdates snel aan steun verloor. Toen hij eenmaal de strijd met Gotarzes aanbond, duurde het niet lang voor Gotarzes hem gevangennam. Hij kleineerde hem door hem een Romein te noemen en te ontkennen dat hij tot de dynastie van de Arsaciden behoorde. Vervolgens verminkte hij Meherdates door hem de oren af te hakken. Gotarzes doodde hem niet. Hoelang Meherdates nog geleefd heeft en onder welke omstandigheden, is niet bekend. Zijn kansen op de Parthische troon waren echter voorgoed verkeken.

## Antieke bronnen
- Tacitus, Annales, XI, 8, XII, 10-14.